# Formula One: Built to Win
Formula One: Built to Win — видеоигра в жанре автосимулятора выпущенная компанией SETA Corporation в 1990 году для игровой платформы NES.

## Описание
После ввода своего имени игроку доступно 10 городов (Нью-Йорк, Майами, Детройт, Даллас, Йеллоустон, Денвер, Лас-Вегас, Сан-Франциско, Лос-Анджелес, Гавайи). В каждом городе игрок может совершить 4 действия:
- поучаствовать в одной из трех гонок
- просмотреть и заменить имеющиеся запчасти в мастерской
- приобрести новый автомобиль; купить новую запчасть для апгрейда; поиграть в казино в Лас-Вегасе; продать имеющиеся ненужные запчасти
- сохраниться

Для покупки новых автомобилей, запчастей и участия в гонках необходимо иметь соответствующую лицензию, которую можно получить выиграв все более простые гонки. Денежные призы даются за попадание в тройку по итогам заезда. После победы в финальной гонке на Гавайских островах игроку открываются 16 этапов гонки Формула-1. После квалификации можно принять участие в гонке из двух кругов по трассе. Доступны закись азота и апгрейды двигателя, турбины и управляемости.

## Особенности
- Это один из первых игр автосимуляторов для NES в котором трасса проходит по рельефу (имеются возвышения и спуски).
- игра копирует реальные трассы и фамилии игроков Формулы-1 сезонов 1990 и 1991.